# Wybory parlamentarne w Mongolii w 1996 roku
Wybory parlamentarne w Mongolii w 1996 roku – drugie wolne wybory do Wielkiego Churału Państwowego. Odbyły się 30 czerwca 1996. Do urn wyborczych udało się 1 014 031 (88,38%) osób uprawnionych do głosowania. Wybory zakończyły się zwycięstwem opozycyjnej Koalicji Demokratycznej. W wyniku porażki przestała rządzić Mongolska Partia Ludowo-Rewolucyjna, której członkowie kierowali państwem od 1921 (do 1990 zakazana była działalność innych partii).
| Partia                              | % głosów | Mandaty | +/- |
| ----------------------------------- | -------- | ------- | --- |
| Koalicja Demokratyczna              | 45%      | 50      | +46 |
| Mongolska Partia Ludowo-Rewolucyjna | 39%      | 25      | -45 |
| Mongolian Traditional United Party  | 1%       | 1       | +1  |
| Suma                                |          | 76      |     |

Wybrano 70 mężczyzn i 6 kobiet.